# 橋本杏子
橋本 杏子（はしもと きょうこ、1964年2月15日 - ）は、日本の女優。80年代後半から90年代初頭にかけてピンク映画の女王として君臨した。

## 経歴
アダルトビデオが急速に市場を拡大し、ポルノ映画が斜陽になり始めた時期でもある1984年にデビューして以来、少女っぽさの残るキャラクターと確かな演技力で最後のピンク女優と呼ばれ、多大な注目を集めた。デビュー当初は森村美雪という名前も並行して使っていた。
1991年、多くの主演作を手がけた笠井雅裕監督と結婚し、1996年に一度引退したが2002年に復帰、その後離婚している。
雑誌、『GORO』（小学館）で伊藤清美と共に『CHOME CHOME宅配便』というコーナーを持っていた。
第8回ZOOM-UP映画祭主演女優賞、第9回ZOOM-UP映画祭助演女優賞、第4回にっかつロマン大賞、1988年度第1回ピンク大賞助演女優賞、1991年度第4回ピンク大賞女優賞受賞。
1児の母で、生後3カ月の娘は赤ちゃん役で『欲情牝 乱れしぶき』（2002年、大蔵映画）に出演している。

## 作品

### 映画
- 実録・桃色家族生活（1984年、大蔵映画）由紀役、改題『桃色おニャン子クラブ』
- 拷問 車輪責め（1985年6月、新東宝映画）
- 小松みどりの好きぼくろ（1985年8月3日、にっかつ）章子役
- 密室変態調教（1985年10月、ミリオンフィルム）
- 絶倫ギャル やる気ムンムン（1985年12月14日、にっかつ）
- 痴漢電車 みゆきのヤリガイ（1986年1月、ミリオンフィルム）原田君枝役
- 愛奴秘肉責め（1986年1月、ミリオンフィルム）
- ギャルのSEX遊戯（1986年2月、東活）
- サドヒスト 沙奴秘巣人（1986年2月28日、獅子プロ）
- ザ・マニア 快感生体実験（1986年3月26日、にっかつ）
- 二階と下で浮気泣き（1986年3月31日、東活）主演、倫子役
- 痴漢電車 スカートの中（1986年4月30日、新東宝映画）多和役、ビデオタイトル『痴漢電車 通学女子校生篇2』
- 若妻変態ONANIE（1986年4月、新東宝映画）主演
- ベッドでギャルちがい（1986年5月、東活）
- 液体の交換（1986年7月31日、東活）主演
- 新妻密室拷問（1986年7月、新東宝映画）
- 菊池えり 巨乳（1986年8月5日、新東宝映画）百合子役、改題『菊池えり 美乳の喘ぎ』
- その手で覗く（1986年8月31日、東活）主演
- 乙女の挑発パンティ（1986年9月30日、新東宝映画）主演
- 痴漢電車 危険信号（1986年9月、新東宝映画）
- 痴漢電車 相互連結（1986年9月、新東宝映画）
- 極限本番スペシャル（1986年10月、日本シネマ）
- 新・未亡人下宿間借り穴借り（1986年11月30日、新東宝映画）
- 人妻ONANIE 陶酔（1986年11月30日）
- ドヂなセックス探偵（1986年11月30日、東活）
- 指で調教（1986年11月、東活）主演
- ねらわれた学園 制服を襲う（1986年、新東宝映画）主演 - 麻宮未来役、再公開タイトル『欲情する制服』『ねらわれた学園 制服に欲情』、ビデオタイトル『スケパン刑事 かわいい名器』
- ミス20才 快感!百合子の本番（1986年、ミリオンフィルム）
- ボディ・スペシャル 調教（1986年、ミリオンフィルム）主演 - トマホーク杏子役
- 痴漢電車 感度は良好（1986年、新東宝映画）
- 痴漢電車 さわって出勤（1986年、新東宝映画）
- 痴漢電車 下から改札（1986年、新東宝映画）
- 痴漢テレクラ（1987年1月24日、にっかつ）
- マゾの快感（1987年1月、東活）主演
- 不倫の遊び（1987年2月28日、東活）
- 大人の変態（1987年2月、東活）
- 赤い暴行（1987年3月31日 、新東宝映画）主演、ビデオタイトル『人妻ハードレイプ 赤い暴行』
- 新・未亡人下宿 夜の手ほどき（1987年3月、新東宝映画）国分未来役、改題『夜の手ほどき 未亡人は19才』、ビデオタイトル『新・未亡人下宿 未亡人は19歳』、DVDタイトル『新田恵美 未亡人は19歳』
- 隣の奥さん 濡らして待つわ（1987年3月、新東宝映画）主演
- 処女のキスマーク（1987年4月15日、にっかつ）
- エイズをぶっ飛ばせ 桃色プッツン娘（1987年4月15日、にっかつ）
- 地下鉄連続レイプ 制服狩り（1987年4月28日、にっかつ）
- 巨乳2 はちきれそう（1987年4月30日、新東宝映画）
- ザ・凌辱（1987年4月、新東宝映画）
- 赤い暴行（1987年4月、新東宝映画）主演
- 極限ONANIE 恥態（1987年5月、新東宝映画）主演
- いん画な落とし穴（1987年6月30日、東活）
- レスビアン ハーレム（1987年6月30日、新東宝映画）杏役
- 痴漢電車 朝から感じて（1987年6月、新東宝映画）主演
- 痴漢電車 快感車内（1987年6月、新東宝映画）
- Eカップ本番（1987年7月18日、新東宝映画）
- ダブルONANIE 感じるままに（1987年8月、新東宝映画）主演
- みだらなセックス（1987年10月31日、東活）主演
- 新・未亡人下宿 三食そい寝つき（1987年11月、新東宝映画）主演
- 妻たちの不倫 濡れる（1987年11月、新東宝映画）
- 人妻絶頂 ONANIE（1987年12月26日、新東宝映画）主演
- 痴漢電車 指で点検（1987年、新東宝映画）
- 痴漢電車 あの娘にタッチ（1988年1月30日、新東宝映画）
- 痴漢電車 グッショリ濡らして（1988年1月30日、新東宝映画）明子役
- お元気クリニック 立って貰います（1988年2月27日、にっかつ）
- 京おんな本番（1988年2月、大蔵映画）
- ギャルを襲う（1988年3月31日、大蔵映画）改題『恐怖の太股』
- ONANIE 乱れ三姉妹（1988年3月、大蔵映画）
- ラスト・キャバレー（1988年4月23日、にっかつ）森本未也子役
- 本番ONANIE 指戯（1988年4月30日、新東宝映画）
- 新未亡人下宿 裏も表もあいてます（1988年4月、新東宝映画）
- 甘い肉体の罠（1988年6月、大蔵映画）改題『好奇心 色と欲』
- 痴漢電車 みだらな指先（1988年6月、新東宝映画）主演
- ザ・裏業界（1988年7月2日、大蔵映画）再公開題『ビデオギャル本番 処女喪失篇』
- 覗かれたONANIE（1988年8月、新東宝映画）主演
- 女子大生の合鍵（1988年8月、東活）主演
- いんらん姉妹（1988年9月、新東宝映画）
- 人妻ワイセツ暴行（1988年10月8日、新東宝映画）
- 不倫色ざかり（1988年10月、東活）
- ふるさとポルノ 名器悶絶（1988年10月、新東宝映画）主演
- 満員通勤電車 集団痴漢（1988年10月22日、新東宝映画）
- 痴漢電車 やめない（1988年11月、大蔵映画）主演、再公開題『痴漢電車 はちきれそう』
- 痴漢電車 お尻を振っておねだり（1988年10月23日、新東宝映画）
- 不倫色ざかり（1988年10月、東活）主演
- 発情期（1988年12月、大蔵映画）主演、再公開題『下半身 むれむれ』
- 過激!!変態夫婦（1988年、新東宝映画）改題『過激!!変態性生活』『変態夫婦の過激愛』
- トリプルエクスタシー けいれん（1988年、新東宝映画）
- ピンクポリス タイフーン（1988年、新東宝映画）
- ザ・業界（1988年、新東宝映画）
- 痴漢電車 後ろからも愛して（1989年1月28日、新東宝映画）主演
- 痴漢電車 お尻自慢（1989年1月28日、新東宝映画）
- 寝とられたOL（1989年1月、東活）
- 豊丸の何回でも狂っちゃう（1989年2月4日、エクセス）OL役
- 美穂由紀のマドンナ絶頂（1989年4月29日、エクセス）
- 制服絶叫 いんらんパニック（1989年5月31日、新東宝映画）
- 蜜吸い蟲（1989年5月31日、大蔵映画）
- 痴漢電車 百発百中（1989年6月、新東宝映画）主演
- 若奥様は発情期（1989年7月8日、新東宝映画）主演
- 異常本番家族（1989年1月、新東宝映画）
- 奥様はたえきれない（1989年4月8日、新東宝映画）
- まさぐり合い（1989年7月31日 、大蔵映画）主演
- ザ・暴行 下半身責め（1989年10月7日、新東宝映画）主演、ビデオタイトル『暴行下半身責め』
- 冴島奈緒 異常昂奮（1989年10月13日、エクセス）未亡人役、ビデオタイトル『巨乳 異常昂奮』
- 痴漢電車 後ろから乗って!（1989年11月24日、エクセス）
- 広子の本番ベッドシーン（1989年11月、大蔵映画）広子役
- 痴漢電車 車内口撃（1989年、新東宝映画）
- 色と欲とのギャル詐欺師（1990年2月28日、東活）
- 出稼ぎ娘の色ごとし（1990年2月、東活）主演
- 欲しがる女5人 昂奮（1990年2月、新東宝映画）主演
- ホテトル嬢の命がけ（1990年3月31日、東活）
- 美肉のしたたり（1990年3月、大蔵映画）
- 痴漢電車 パンティーの穴（1990年3月、新東宝映画）主演
- 凌辱!白衣を剥ぐ（1990年5月、新東宝映画）主演 - 立花梨沙役、再公開題『巨乳と白衣 濡れた秘所』、ビデオタイトル『絶叫!白衣を剥ぐ』
- 痴漢電車 通勤快楽（1990年6月、新東宝映画）主演
- 激撮!15人ONANIE（1990年7月31日、新東宝映画）改題『発情集団15人ONANIE』
- 痴漢電車 やめないで、もっと!（1990年8月17日、エクセス）再公開題『痴漢電車 そんなとこまで』
- 異常夫婦生活 蜜まみれ（1990年8月31日、新東宝映画）
- 真夜中の桃色(ピンク)アパート（1990年8月、大蔵映画）主演 - 大沢杏子役
- ザ・欲望産業 思いっきり出して（1990年10月、新東宝映画）主演
- ものたりない（1990年11月13日、東活）主演
- SEXドリーム24時（1990年11月、大蔵映画）
- 特写!! 13人ONANIE（1990年12月、新東宝映画）再公開題『人妻13人絶叫黙示録』
- 好色!伍乱行娘 あげまん（1990年、新東宝映画）
- 痴漢電車制服篇 相互愛撫（1991年3月30日、新東宝映画）主演、ビデオタイトル『痴漢電車 女子校生 人妻 夏服篇』
- ハイミス本番 艶やかな媚態（1991年5月18日、新東宝映画）主演 - 江藤倫子役、ビデオイトル『ハイミスレポート 艶やかな媚態』
- いんらん家族 姉さんの下着（1991年7月31日、新東宝映画）OL・悦子役、改題『姉・弟 恥戯のたわむれ』
- 人妻VS風俗ギャル ザ・性感帯（1991年8月10日、新東宝映画）主演 - ホテトル嬢役、改題『どスケベサラリーマン 開花篇』
- ザ・ONANIEレズ（1991年10月10日、エクセス）主演、再公開題『本番絶頂 女が女で濡れる夜』『You Are My Cup of Tea』
- 痴漢電車 素肌にタッチ（1991年11月23日、新東宝映画）
- 人妻13人いんらん比べ（1992年1月10日、新東宝映画）主演 - 新妻役、改題『人妻13人乱交パーティー』『人妻(淫)パーティー 13人すけべ比べ』
- 性感(秘)マッサージ 人妻愛撫（1992年3月14日、新東宝映画）不能夫の妻役、再公開題『若妻オイル性感 ぬめり汁』『セックスドクター 奥さんはびしよ濡れ』『若妻オイルマッサージ ぬめり汁』『人妻エロ風俗 そそる痴態』
- 夫婦生活の知恵 下半身調教篇（1992年6月20日、新東宝映画）再公開題『絶倫妻淫乱テクニック』『人妻の秘戯 きたえた下半身』
- 痴漢電車 熟女の太モモ（1992年6月30日、新東宝映画）再公開題『痴漢電車 人妻・ハイミス・熟女篇』
- 日本発情列島 ONANIE百態（1992年8月8日、新東宝映画）
- 悶える女五人 好き比べ（1992年10月24日、新東宝映画）再公開題『おいしい女五人 やり比べ』『悶える女5人 色と欲』
- 本番不倫 七人の人妻（1992年、新東宝映画）主演 - 明子役、ビデオタイトル『実録不倫 七人の人妻』
- ニッポンの猥褻（1993年、新東宝映画）
- 痴漢電車 人妻・ハイミス・熟女篇（1993年、新東宝映画）
- 七人の熟女・淫乱（1994年8月12日、新東宝映画）
- 本番丸出し下半身（1994年12月2日、エクセス）改題『義兄不倫 飢えた妹』
- 発情カップル(秘)盗撮現場（1994年、新東宝映画）
- 濃密愛撫 とろける舌ざわり（1995年10月13日、新東宝映画）忍役、再公開題『女同士の痴戯 むせび泣き』
- コギャル・コマダム・人妻・美熟女 淫乱謝肉祭(カーニバル)（1996年8月9日、新東宝映画）弥生役、改題『女喰い こんなドスケベ見たことない』、DVDタイトル『愛人コレクション のけぞる女たち』
- デリヘル嬢 絹肌のうるおい（2002年9月19日、オーピー映画）デリヘル嬢 秋乃役
- 義母レズ 息子交換（2003年、エクセス）竹内あい子役、改題『義母たちの乱交 レズって息子も…』

### 一般映画
- 死霊の罠（1988年5月14日、ジョイパックフィルム）殺される女の役
- 大感傷仮面（1992年11月7日、アイ・エム・オー）石井恣意子役

### オリジナルビデオ
- A WEATHER WOMAN お天気お姉さん（1995年4月25日、BOX OFFICE）記者役
- 特報!となりのお姉さんが犯した性犯罪 ザ・ストーカー（1997年4月、国映・イメージファクトリーアイエム）主演

### その他の映画
- さらば友よ（1986年、ENKプロモーション）
- サラバ記念日（1986年、大蔵映画）
- THE SWIMMER 泳ぐ男（1987年、ENKプロモーション）
- 縄と男たち（1987年、ENKプロモーション）
- 陶酔遊戯（1989年5月、ENKプロモーション）
- 俺たちに明日はある!（1990年、ENKプロモーション）
- ハッテンバ・ラブ・ストーリー（1991年、ENKプロモーション）

### テレビドラマ
- 東京ストーリーズ 第12回『結婚記念日』（1990年1月18日、フジテレビ）
- J・MOVIE・WARS 欲望だけが愛を殺す 1 天国の虹 第3話『28-ヒトミ』（1994年、WOWOW）

### アダルトビデオ
- トマトギャルカタログビデオ スキーツアー密着エロレポート（1984年5月、ダックス）[8]
- セーラー服どりいむ 友美の場合（1984年6月、エドプロ）
- ちょっとすいません!!「杏子と本番しませんか」（1984年、ダイプロ）
- 本番ガール 杏子、チョメチョメされちゃったの（1984年、ボックスランド）
- 本番三姉妹（1984年、ボックスランド）
- 誘導本番行為 2（1984年、KUKI）
- ゆりの女たち 野のゆり編（1984年、SHOWA）
- 素人本番生撮シリーズ 森村美雪 19才「私、本当に××しちゃった」（1984年、宇宙企画）森村美雪名義
- SEXYライブ 恭子の本番（1984年、友映ビデオ）橋田恭子名義
- 橋本杏子のレズっちゃった! 杏子&梨絵（1985年、みみずくビデオパック）
- SM本番アイドルシリーズ 口淫家庭教師（1985年、STUDIO 418）
- セーラー服レイプ 3 聖子、哀しみグラフティ（1985年、シネマジック）
- アタック・ビデオ No.12 格闘技スペシャル（1985年、宇宙企画）
- ハードレズビアン ウィークエンドキッス（1986年6月、シネマジック）
- 本番ボディ・マガジン VOLUME 2（1986年、スキット倶楽部）
- ビデオSEXY倶楽部 16（1986年、宇宙企画）
- SM露出狂クラブ（1986年、STUDIO 418）
- ビデオ官能劇場 熱い唇 甘い罠（1987年、KUKI）
- 危険な恋の香り（1987年、学園社）
- あなたとは ファースト アンド ラスト（1987年、新人類プロモーション）
- ハードにやさしく（1987年、テクニリンクス）
- FUCKトゥー・ザ ティーチャー（1990年、h.m.p）
- ボンデージ・ファミリー（1991年12月20日、大洋図書）
- オシッコ大研究決定 Part3（1993年、NNK企画）
- 昭和拷問史 緊縛戒厳令（1996年4月25日、シネマジック）
- 聖水綺譚コレクション 2 橋本杏子の妖美マゾDVD!（2002年1月31、AVS）
- 下町混浴銭湯物語（2002年6月15日、ムーディーズ）
- 奴隷城 3（2009年9月7日、アタッカーズ）
- 奴隷城 4（2009年11月7日、アタッカーズ）
- 奴隷城 6（2010年4月7日、アタッカーズ）
- 母娘監禁凌辱 奴隷輪姦（2012年1月7日、アタッカーズ）
- 奴隷色のフィアンセ 4（2012年2月7日、アタッカーズ）
- 奴隷色のフィアンセ 5（2012年5月7日、アタッカーズ）

発売日不明
- 橋本杏子のイクイクアヌス（ビデオインターナショナル）
- ぬめりの館（H・R・S・フナイ）
- 橋本杏子の私のお口で二度イッて!（NAHA VIDEO）
- ヌル・ヌルな私の・・・（源氏ビデオカンパニー）
- 夢心地（フラワービデオ）
- フェティッシュボンテージ4 デュエット編 緊縛猿轡幻想（夢野亮プロダクション）
- フェティッシュボンテージ14 声を奪われた熟女達（夢野亮プロダクション）
- 崩壊 魔蝕の囁き（SCORPIO VIDEO）
- 気力対亀力 美しい誤解 淫音が響く（ビデん子倶楽部）
- 四十八手大全集 本番で綴るSEX図鑑（NNK企画）
- ランジェリー ドリーム5（小原譲プロダクション）
- STAR COLLECTION ファック イン ラブ（プリンセス企画）
- セーラー服の美学 2「声が出ちゃう～」（冨士ビデオ）橋本京子名義
- SMドキュメント 淫虐アヌス嬲り（アートビデオ）千草恵子名義
- 現代レイプポルノ傑作選 婦女暴力を以って情交せしめるの罪（FAプロ）
- 浣腸図鑑（STUDIO 418）
- 陰縛病院シリーズ 精神患者の反乱（BON企画）
- 陰縛病院シリーズ 女犯催眠術（BON企画）
- 黒い強姦魔シリーズ（BON企画）他、浅見悦子
- Story Line Series 彼の部屋に強盗が（BON企画）
- 女教師陰縛シリーズ 美人教師の悲劇（BON企画）
- 美しきキモノ縛美 キモノ美女と強姦魔（BON企画）
- 陰虐なる自慰 オナペットにされた女達（BON企画）
- あなただけョ（中央ビデオ）

## 舞台
- 地獄のセールスマン（1986年7月18～20日、劇団セメントマッチ）
- 恐怖劇場 ポルターガイスト 愛のラップ現象（1989年10月6～8日、劇団セメントマッチ）
- 抱かれてクライマックス（劇団セメントマッチ）